# Franz Hoellering
Franz Hoellering (vor der Emigration Franz Höllering; geboren 9. Juli 1896 in Baden (Niederösterreich), Österreich-Ungarn; gestorben 11. Januar 1968 in München) war ein österreichisch-US-amerikanischer Journalist.

## Leben
Franz Xaver Höllerings Vater Georg Höllering war Theatermusiker und Theaterdirektor, die Schwester Anna Höllering (1895–1987) wurde Schauspielerin und später Schnittmeisterin im deutschen Film, der Bruder Georg Höllering (1897–1980) wurde Filmregisseur. Die weitere Schwester Magdalena Höllering (1899–1994) emigrierte später nach England.

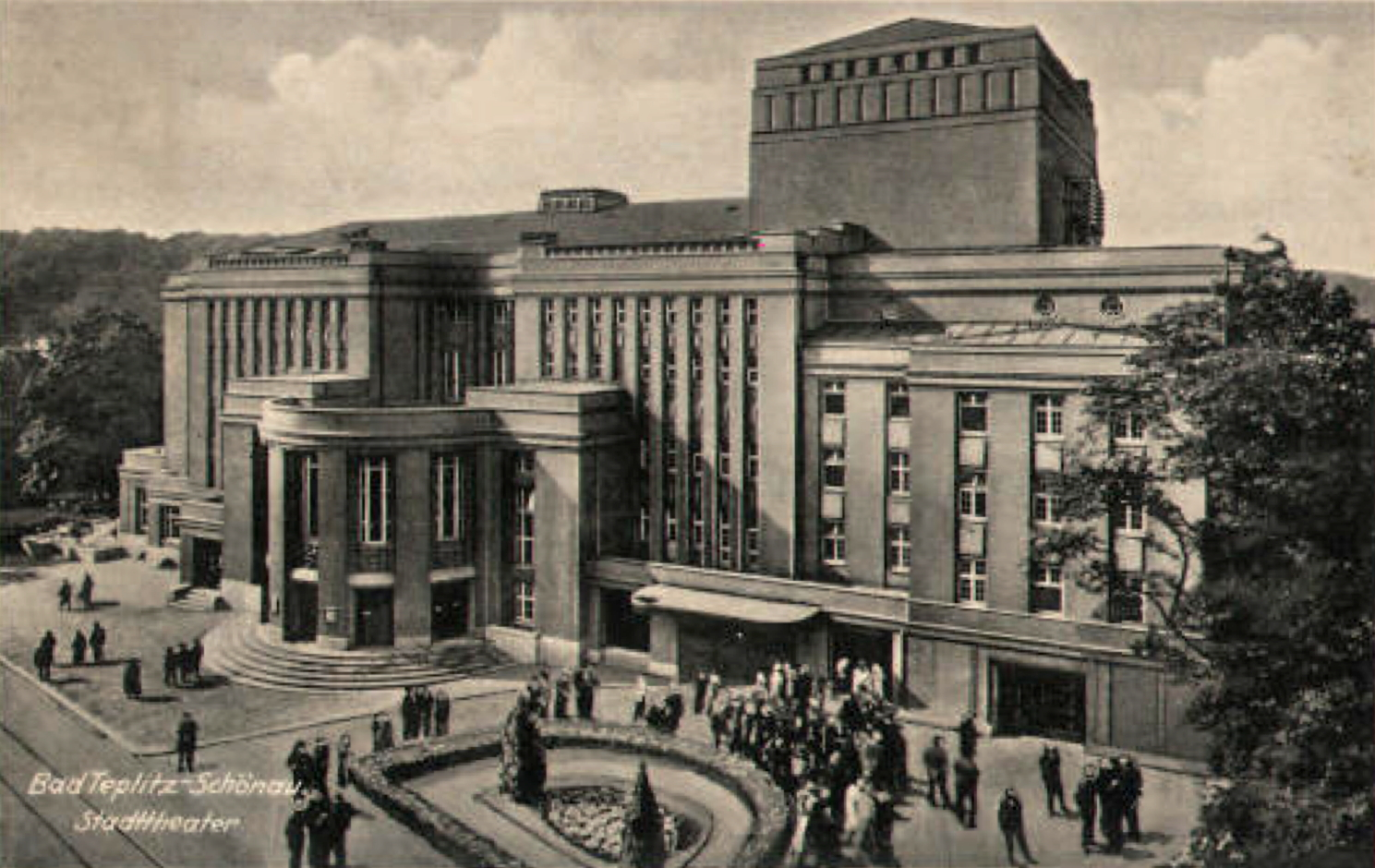
Stadttheater Teplitz-Schönau (1920er Jahre)

Die Familie Höllering zog 1906 von Baden nach Wien, wo er die Schottenfelder Realschule besuchte. 1915 wurde er Soldat und später Offizier im Ersten Weltkrieg. 1915 wurde seine Tochter Helga Franziska Höllering, 1929 sein Sohn Michael Georg Höllering geboren. Helga Francis Havas floh 1938 mit Peter Havas aus Österreich. Er studierte Rechtswissenschaften in Wien, wo er am 16. Juli 1921 promoviert wurde. Er arbeitete seit 1918 in den Theaterprojekten seines Vaters im Wiener Komödienhaus, an den beiden Volksbühnen Wiens und im Wiener Metropol mit, leitete ab 1922 das Schauspiel am Brünner Stadttheater und wurde 1924 einer der beiden Direktoren und Theaterregisseur des deutschsprachigen Stadttheaters Teplitz-Schönau, des zweitgrößten Hauses in der Tschechoslowakei. Wirtschaftliche Probleme des Theaterbetriebs führten im Juni 1926 zu einer Änderung der Rechtsform des Theaters und zur Auflösung seines Vertrags. Er ging nach Berlin, wo er sich der USPD anschloss und kurzzeitig Chefredakteur der kommunistischen Arbeiter Illustrierte Zeitung (AIZ) wurde, in der er 1927 von Lilly Corpus abgelöst wurde. Er schrieb für die Ullstein-Zeitung B.Z. am Mittag und wurde 1929 dort Chefredakteur. Nebenher war er mit Bertolt Brecht und John Heartfield Herausgeber der Sportzeitung Arena und gab zwischen 1928 und 1930 die Filmzeitschrift Film und Volk heraus. Er wurde 1928 im Vorspann von William Dieterles Film Geschlecht in Fesseln aufgeführt.
Bei der Reichstagswahl 1930 hatte die NSDAP den größten Zugewinn, und die bürgerliche Presse, so auch der Ullstein-Konzern, stellte sich dem nicht entgegen. Im Dezember 1931 veröffentlichte Höllering trotzdem in der B.Z. interne Dokumente der NSDAP zur Gründung eines illegalen Nationalsozialistischen Fliegerkorps. Der Innen- und Reichswehrminister Wilhelm Groener intervenierte daraufhin beim Verlag, dass hier Aufrüstungsbemühungen, die auch im Interesse der Reichswehr lagen, publik wurden. Als Höllering am 13. Dezember erneut Dokumente veröffentlichte, wurde er vom Verlag seines Chefredakteurpostens enthoben und als Korrespondent in die Vereinigten Staaten abgeschoben. Carl von Ossietzky kommentierte den „Fall Höllering“ in der Weltbühne am 5. Januar 1932 als „die skandalöseste Kapitulation vor dem Nationalsozialismus“, als „ein Verbrechen an der deutschen Pressefreiheit“. Nach einem Jahr kehrte Höllering zurück nach Berlin und übernahm am 30. Januar 1933 als Herausgeber
die Mittagszeitung Ullsteins, Das 12 Uhr Blatt, und die Wochenzeitung Der Montag Morgen und geriet in die Schusslinie des NS-Propagandisten Joseph Goebbels.
Nach der Machtübergabe an die Nationalsozialisten emigrierte Höllering am 5. März 1933 nach Prag, wo er mit Hilfe von Friedrich Wilhelm Cassirer die Tageszeitung „Prager Mittag“ gründete, die in ihrer Wirkung eine Emigrantenzeitung blieb, und die Zeitschrift Der Monat.
Auf der weiteren Flucht vor den Nationalsozialisten emigrierte er 1938 in die USA. Ab 1942 arbeitete er für das Office of War Information als Leiter der deutschen Abteilung und gestaltete Propagandasendungen der Stimme Amerikas für Hörer in Deutschland und Österreich. In dieser Zeit schrieb er zwei Romane. Im Roman Defenders setzt er sich mit der Niederschlagung des Februaraufstands 1934 in Österreich auseinander. Am 17. Juli 1942 wurde ihm von der Universität Wien der Doktorgrad aus rassistischen Gründen aberkannt. Die Universität brauchte bis 1955, um das rückgängig zu machen.
Hoellering schrieb Filmkritiken für die Zeitschriften Esquire, Redbook und The Nation.
1953 kehrte er nach Deutschland zurück, übersetzte amerikanische Theaterstücke für das deutsche Theater und schrieb Drehbücher für Kinofilme und für das aufkommende deutsche Fernsehen. Er trat in den Münchener Kammerspielen als Schauspieler auf und führte dort 1956 und 1963 die Dramaturgie bei Stücken von August Strindberg und Thomas Wolfe. 1954 heiratete er in vierter Ehe Amélie Grisar (1920–1995), sie hatten zwei Kinder.

## Werke (Auswahl)
- The defenders. Aus dem Deutschen von Ludwig Lewisohn. Little, Brown and Co., Boston 1940
  - Die Verteidiger: Roman. Illustrationen Walter Gotschke. Europa Verlag, Zürich 1947
- Furlough: a novel. Viking Pr., New York 1944

The Nation
- Franz Hollering: I Was an Editor in Germany, in: Nation. 5. Februar 1936, Vol. 142 Issue 3683, S. 151–152.
- Franz Hollering: I Was an Editor in Germany. II, in: Nation. 12. Februar 1936, Vol. 142 Issue 3684, S. 182–184

Übersetzungen ins Deutsche
- Herman Wouk: Die Caine war ihr Schicksal. Düsseldorfer Schauspielhaus, 1954
- John Whiting: Marschlied, Düsseldorfer Schauspielhaus, 1954
- Robert Ardrey: Schatten der Helden, 1961
- Dariel Telfer: Treibhaus der Triebe. Kindler, München 1961
- Tennessee Williams: Süßer Vogel Jugend. Fischer Bücherei, Frankfurt a. M. 1962. Deutsche Erstaufführung München 1959
- Tennessee Williams: Die Nacht des Leguan. Fischer Bücherei, Frankfurt a. M. 1963
- Hugh Wheeler: Wir haben es geschafft (Look: We have come through). Deutsches Theater Göttingen, 1964

Drehbuchvorlagen und Drehbücher
- 1928: Geschlecht in Fesseln
- 1929: Katharina Knie
- 1931: Der Draufgänger
- 1958: Mädchen in Uniform
- 1958: Scampolo
- 1959: Und das am Montagmorgen
- 1960: Fabrik der Offiziere
- 1960: Ein Weihnachtslied in Prosa oder Eine Geistergeschichte zum Christfest
- 1962: Haß ohne Gnade